# David Friedrich Strauß
David Friedrich Strauß (Ludwigsburg, 27 gennaio 1808 – Ludwigsburg, 8 febbraio 1874) è stato un teologo, filosofo e biografo tedesco.

## Biografia
Dopo un periodo di studi preparatori a quelli di teologia nel seminario evangelico di Bleubeuren, nei pressi di Ulma, che frequentò a partire dai 12 anni, entrò nel 1825 all'Università di Tubinga per poi recarsi a Berlino nel 1831, con l'intenzione di seguire le lezioni di Hegel. Dopo la morte di quest'ultimo, avvenuta poche settimane dopo il suo arrivo, continuò a seguire le lezioni di Schleiermacher, nelle quali però non trovò grande interesse, tolte quelle sulla vita di Gesù.
Nel 1832 tornò a Tubinga dove tenne lezioni di logica, filosofia platonica, etica e storia della filosofia per qualche tempo, prima di dedicarsi interamente alla redazione della sua principale opera teologica, La vita di Gesù o Esame critico della sua storia (Das Leben Jesu kritisch bearbeitet, 1835), nella quale applicò sistematicamente i principi della filosofia hegeliana alla vita di Gesù, identificando tutte le manifestazioni soprannaturali contenute nel racconto evangelico come "miti" (in opposizione a "concetti").
Ridotti a mito, i Vangeli perdono di conseguenza verità storica e si riducono ad essere un racconto creato sulla base delle impressioni che la figura di Gesù Cristo ebbe sui primi cristiani. L'unione tra Dio e l'uomo, nella figura di Cristo, esprime semplicemente l'idea di unione tra finito e infinito che Strauß ritiene possibile solo nel concetto di umanità. Se la religione ha un contenuto mitico, l'affermazione di Hegel circa l'identico contenuto di religione e filosofia viene meno, poiché la filosofia ha per contenuto il concetto.
Tale opera, che ebbe una larga diffusione e un immediato se pur controverso successo, non incontrò il favore degli esponenti della stessa scuola hegeliana, dando luogo a una serie di critiche che l'autore stesso cercò di confutare nelle successive riedizioni del testo, ammorbidendo prima le sue posizioni fino alla terza edizione del 1839, poi di nuovo radicalizzandole nella quarta (1840).
Tra gli altri, il filosofo tedesco Adam Karl August von Eschenmayer definì l'opera di Strauss "Iscariotismo del nostro tempo", mentre Anthony Ashley-Cooper, VII conte di Shaftesbury lo condannò come "il libro più pestilenziale mai vomitato dalle fauci dell'inferno". Quando Strauß divenne professore di teologia all'Università di Zurigo, tale nomina provocò proteste di tale violenza che le autorità decisero di pensionarlo prima che lui potesse esercitare le sue funzioni, mentre effigi raffiguranti Strauß furono bruciate per le strade di Zurigo durante la festa di martedì grasso. Strauß donò la sua pensione, 1000 franchi svizzeri, ai poveri. 
Dopo la pubblicazione di una seconda opera teologica sulla dottrina cristiana (Christliche Glaubenslehre), anche a causa del grande clamore suscitato dai suoi lavori, che gli aveva impedito il proseguimento della carriera accademica, Strauß sospese l'attività come teologo e si dedicò all'insegnamento privato, dopo aver sposato nel 1841 la cantante lirica Agnes Schebert, dalla quale si separerà cinque anni più tardi.
Dopo una parentesi dedicata all'impegno politico e alla redazione di opere biografiche, tornò alla teologia nel 1864 con la Vita di Gesù per il popolo tedesco (Leben Jesu für das deutsche Volk), che suscitò tuttavia reazioni avverse meno vivaci dell'opera precedente (tra le altre quelle di Schenkel ed Hengstenberg) e nell'ultimo lavoro La vecchia e la nuova fede (Der alte und der neue Glaube 1872). Verso la fine della vita Strauß completò la definitiva conversione al materialismo scientifico moderno, accompagnato da un sostanziale ateismo.
Trasferitosi a Darmstadt nel 1865, cominciò ad accusare nel corso dell'anno successivo i sintomi della malattia che lo porterà a morte nel 1874.